# Ixaque ibne Alabas ibne Maomé Alhaximi
Ixaque ibne Alabás ibne Maomé Alhaximi (em árabe: إسحاق بن العباس بن محمد الهاشمي; romaniz.: Ishaq ibn al-'Abbas ibn Muhammad al-Hashimi) foi um governador do Iêmem do século IX para o Califado Abássida.

## Vida
Ixaque foi um membro menor da dinastia abássida, sendo sobrinho dos califas Açafá (r. 750–754) e Almançor (r. 754–775). Ele é mencionado pela primeira vez em 817, quando esteve no Iraque desempenhando um pequeno papel de apoio ao anti-califa Ibraim ibne Almadi.
Em 824, Ixaque foi nomeado governador do Iêmem pelo califal Almamune (r. 813–833) e chegou em Saná no final daquele ano. Seu governo na província provou-se ser extremamente tumultuado e ele foi logo acusado de tratar de forma severa os iemenitas. Os assuntos da províncias posteriormente tornar-se-iam tão desordenados que Almamune decidiu demiti-lo, e Maomé ibne Nafi foi nomeado em seu lugar.
Em 830, Ixaque foi selecionado para liderar a peregrinação (haje) daquele ano, e por volta da mesma época, foi reinvestido com o governo do Iêmem de modo a preencher o vácuo político que prevalecia na região após o assassinado do governador Abu Arrazi Maomé ibne Abedelhamide. Ixaque imediatamente dirigiu-se à província e estabeleceu-se em Saná, mas não agiu contra o assassino de Abu Arrazi, o rebelde Ibraim ibne Abi Jafar Almanaqui, a quem foi permitido reter sua posição nos planaltos meridionais. O segundo governo de Ixaque continuou até ele morrer ou ser demitido, tendo sido sucedido por Abedalá ibne Ubaide Alá ibne Alabás.[a]